# Le Moutherot
Le Moutherot är en kommun i departementet Doubs i regionen Bourgogne-Franche-Comté i östra Frankrike. Kommunen ligger i kantonen Audeux som tillhör arrondissementet Besançon. År 2022 hade Le Moutherot 132 invånare.

## Befolkningsutveckling
Antalet invånare i kommunen Le Moutherot
Referens:INSEE